# Loberolus
Loberolus é um género de coleópteros da família Erotylidae.